# Amilcar Type L
Der Amilcar Type L (kurz Amilcar L) war ein Pkw der französischen Marke Amilcar.

## Beschreibung
Das Modell wurde im Oktober 1927 auf dem Pariser Autosalon präsentiert. Es löste den Amilcar Type G ab.
Das Fahrzeug hatte weiterhin einen Vierzylindermotor mit Thermosiphonkühlung. Die Bohrung von 60 mm wurde beibehalten, aber der Hub auf 105 mm verlängert. Das ergab 1188 cm³ Hubraum und 8 Cheval fiscal. Der Motor leistete 28 PS.
Das Fahrgestell entsprach dem Vorgängermodell. Lediglich der Radstand war um 5 cm auf 265 cm verlängert worden. Die Spurweite blieb bei 119 cm. Daraus lassen sich eine Fahrzeuglänge von etwa 336 cm und eine Fahrzeugbreite von 128 cm ableiten. Das Leergewicht betrug etwa 800 kg.
Überliefert sind viertürige Limousinen und Tourenwagen bevorzugt mit Weymann-Karosserie, zwei- bis dreisitzige Cabriolets und Faux-Cabriolet genannte Coupés, die den Anschein erweckten, sie hätten ein zu öffnendes Verdeck. Ein optisches Unterscheidungsmerkmal zum Vorgänger war die Scheinwerferstange mit zwei Stützen.
Im Oktober 1928 folgte der Amilcar Type M. Die Motoren erhielten die Nummern von 72.501 bis 74.000, was auf maximal 1500 Fahrzeuge hindeutet.